# 第38師団 (日本軍)
第38師団（だいさんじゅうはちしだん）は、大日本帝国陸軍の師団の一つ。

## 沿革
盧溝橋事件後華北から華中・華南へと戦線が拡大し日中戦争が泥沼化するなかで、占領地の警備や治安維持を目的として1939年（昭和14年）6月30日に新設された歩兵三個連隊編制師団の一つであり、同時に第39師団・第40師団・第41師団が新設された。また同年2月7日には第32師団・第33師団・第34師団・第35師団・第36師団・第37師団が新設された。
編成後、同年10月に華南に進駐、第21軍の指揮下に入り広東方面の警備に当たる一方、ほかの治安師団と同様さまざまな治安作戦に参加した。
1940年（昭和15年）2月9日、第21軍が廃止され、同時に編成された南支那方面軍に編入される。1941年（昭和16年）6月28日、南支那方面軍も廃止されると、新設の第23軍に編入され、香港の戦いに参戦した。
1942年（昭和17年）1月4日、第16軍へ転属し、蘭印作戦に加わりジャワ島攻略などで激しい戦闘を行った。さらに、ガダルカナル島の戦いに投入され大きな損害を受けた。ガダルカナル島撤退後に第8方面軍直轄となり、隷下の歩兵第229連隊はニュージョージア島の戦いに参加する。その後、戦力再建を進め、ラバウル防衛に従事しつつ終戦を迎えた。

## 師団概要

### 歴代師団長
- 藤井洋治 中将：1939年（昭和14年）10月2日 - 1941年6月20日[1]
- 佐野忠義 中将：1941年（昭和16年）6月20日 - 1943年6月10日[2]
- 影佐禎昭 中将：1943年（昭和18年）6月10日 - 終戦[3]

### 参謀長
- 谷田勇 工兵大佐：1939年（昭和14年）10月6日 - 1940年12月2日[4]
- 阿部芳光 大佐：1940年（昭和15年）12月2日 - 1943年3月23日[5]
- 田中良三郎 大佐：1943年（昭和18年）3月23日 - 終戦[6]

### 最終所属部隊
- 歩兵第228連隊（名古屋）：山口達春中佐
- 歩兵第229連隊（岐阜）：平田源次郎大佐
- 混成第3連隊：遠藤健治大佐
- 山砲兵第38連隊（名古屋）：神吉武吉大佐
- 工兵第38連隊（豊橋）：西村金三郎少将
- 輜重兵第38連隊（名古屋）：幸田録郎中佐
- 第38師団通信隊（名古屋）：集田貞雄少佐
- 第38師団兵勤隊（名古屋）：佐藤光蔵少佐
- 第38師団衛生隊（名古屋）：仙田藤助少佐
- 第38師団第1野戦病院（岐阜）：大畠良秀軍医中佐
- 第38師団第2野戦病院（岐阜）：坂野長夫軍医少佐
- 第38師団病馬廠（名古屋）：土屋義弥獣医少佐